# Bellmead
Bellmead ist eine Stadt im McLennan County im US-Bundesstaat Texas in den Vereinigten Staaten von Amerika. Das U.S. Census Bureau hat bei der Volkszählung 2020 eine Einwohnerzahl von 10.494 ermittelt.

## Geographie
Die Stadt liegt am US Highway 35 im mittleren Osten von Texas und hat eine Gesamtfläche von 16,1 km². Die Entfernung zu Waco im Südwesten beträgt 9 Kilometer und zu Dallas im Nordosten etwa 150 Kilometer.

## Geschichte
Gegründet wurde der Ort Mitte der 1920er Jahre als Nachschubdepot mit Fahrkartenschalter und Verkaufsgeschäften der Missouri, Kansas and Texas Railroad. Nachdem mehrere Familien in dieses Gebiet gezogen waren um hier zu siedeln wurde auch die erste Schule errichtet, die Bellmead School benannt wurde, nach der Belle Meade Farms, einer damals sehr bekannten Pferderanch und -zucht.
1940 hatte der Ort 25 Einwohner. Dies änderte sich erst, als im Nordosten die James Connally Air Force Base eröffnet wurde und 1949 betrug die Einwohnerzahl bereits 800. Im Jahr 1960 hatte der Ort 5127 Einwohner und 85 Geschäfte.

## Demografische Daten
Nach der Volkszählung im Jahr 2000 lebten hier 9.214 Menschen in 3.367 Haushalten und 2.333 Familien. Die Bevölkerungsdichte betrug 571,0 Einwohner pro km². Ethnisch betrachtet setzt sich die Bevölkerung zusammen aus 68,87 % weißer Bevölkerung, 14,62 % Afroamerikanern, 0,66 % amerikanischen Ureinwohnern, 0,56 % Asiaten, 0,05 % Bewohnern aus dem pazifischen Inselraum und 13,18 % aus anderen ethnischen Gruppen. Etwa 2,05 % stammen von zwei oder mehr Rassen ab und 23,82 % der Bevölkerung sind Spanier oder Latein-Amerikaner.
Von den 3.367 Haushalten hatten 35,7 % Kinder unter 18 Jahre, die im Haushalt lebten. 46,9 % davon waren verheiratete, zusammenlebende Paare. 16,8 % waren allein erziehende Mütter und 30,7 % waren keine Familien. 26,3 % aller Haushalte waren Singlehaushalte und in 11,2 % lebten Menschen, die 65 Jahre oder älter waren. Die Durchschnittshaushaltsgröße betrug 2,72 und die durchschnittliche Größe einer Familie 3,28 Personen.
29,5 % der Bevölkerung waren unter 18 Jahre alt, 11,3 % von 18 bis 24, 29,0 % von 25 bis 44, 18,3 % von 45 bis 64, und 11,9 % die 65 Jahre oder älter waren. Das Durchschnittsalter war 32 Jahre. Auf 100 weibliche Personen aller Altersgruppen kamen 95,7 männliche Personen. Auf 100 Frauen im Alter von 18 Jahren und darüber kamen 91,5 Männer.

Das jährliche Durchschnittseinkommen eines Haushalts betrug 28.189 USD, das Durchschnittseinkommen einer Familie 31.927 USD. Männer hatten ein Durchschnittseinkommen von 25.253 USD gegenüber den Frauen mit 17.463 USD. Das Prokopfeinkommen betrug 13.100 USD. 19,8 % der Bevölkerung und 16,1 % der Familien lebten unterhalb der Armutsgrenze. Davon waren 28,4 % Kinder und Jugendliche unter 18 Jahren und 11,6 % waren 65 oder älter.

## Kriminalität
Die Kriminalitätsrate hat einen Index von 819,8 Punkte. (Vergl. US-Landesdurchschnitt: 329,7 Punkte)

2003 gab es sieben Vergewaltigungen, elf Raubüberfälle, 132 tätliche Angriffe auf Personen, 152 Einbrüche, 746 Diebstähle und 32 Autodiebstähle.